# Carlos Berger Guralnik
Carlos Berger Guralnik (Santiago, 1 de junio de 1943-Calama, 19 de octubre de 1973) fue un periodista y abogado chileno.  Fue militante comunista y detenido el día del Golpe de Estado en Chile el 11 de septiembre de 1973. Tenía 30 años a la fecha de la detención. La dictadura militar lo sometió a un Consejo de Guerra y fue ejecutado por una comitiva militar, hechos que son parte del caso Caravana.

## Periodista por vocación
Carlos Berger Guralnik nació en Santiago el 1 de junio de 1943. Era hijo de Julio Berger, comerciante mayorista y de Dora Guralnik, dentista. Padre y madre judíos y militantes comunistas. Carlos Berger ingresó a las Juventudes Comunistas de Chile a los catorce años de edad, cuando era estudiante de tercer año de humanidades en el Liceo José Victorino Lastarria. Fue dirigente estudiantil y siguió siéndolo en la Escuela de Derecho de la Universidad de Chile. También asumió responsabilidades en la Dirección de Estudiantes Comunistas. Durante un tiempo fue secretario privado de Luis Corvalán. Se tituló de abogado, pero ya desde antes había comenzado a tener dudas sobre ejercer esa profesión. Le atraía extraordinariamente el periodismo y además veía en él un camino más eficaz de actuar en el campo político.
Como periodista, Carlos Berger se inició en el Diario El Siglo, donde colaboró regularmente entre 1967 y 1970. En septiembre de 1970 viajó a Moscú con una beca para estudiar marxismo durante dos años. Pero solo permaneció allí hasta agosto de 1971. No se resignaba a estar lejos de Chile en medio de la histórica experiencia del gobierno de Salvador Allende. Fue el primer director de la revista juvenil Ramona en 1971. En 1972, trabajó como encargado de prensa y relaciones públicas del Ministerio de Hacienda. Se casó con la abogada Carmen Hertz, ambos tuvieron un hijo Germán.

## La detención del director de la Radio El Loa
El 11 de septiembre de 1973 a las 5 y media de la mañana, sonó el teléfono en la casa de huéspedes de Chuquicamata. El periodista Carlos Berger, director de la radio local El Loa, levantó el teléfono y escuchó la noticia que le comunicaba el gerente general de la empresa David Silberman, había comenzado el golpe militar. Carlos legó muy temprano al local de la radio y convocó a todo el personal, para darle a conocer la situación que se vivía. Las transmisiones se iniciaron a la hora habitual, con un noticiario en el que se informaba sobre el golpe en marcha. Sucesivos despachos noticiosos, basados en la información obtenida por radio o recibida telefónicamente desde Santiago, fueron mostrando el alcance y la gravedad de los sucesos. Alrededor de las 10 de la mañana, sonó el teléfono en la radio Carlos Berger se puso al aparato y escuchó la notificación del coronel Eugenio Rivera, comandante del regimiento de Calama, quien había asumido la jefatura de la plaza: debía suspender Inmediatamente las transmisiones y ponerse a disposición de las nuevas autoridades; la radio iba a ser ocupada militarmente. Berger reunió a sus colaboradores, les informó de la notificación y les dijo que se retiraran a sus casas. Él se quedó y mantuvo la emisora en el aire. Militares allanaron la radio y lo detuvieron. Estuvo todo el día 11 arrestado e incomunicado en el cuartel del regimiento, en Calama. Después, lo trasladaron a la cárcel, donde estaba la mayoría de los funcionarios locales del gobierno y del mineral de Chuquicamata, entre ellos el gerente general David Silberman, y David Miranda, antiguo dirigente sindical, jefe de relaciones industriales de la empresa. Había además dirigentes estudiantiles y políticos de la zona. En la última semana de septiembre, un consejo de guerra presidido por el coronel Eugenio Rivera enjuició a los detenidos, según el procedimiento sumario establecido para tribunales de tiempos de guerra. Actuó como fiscal el mayor Fernando Reveco, quien comandaba la unidad militar de Chuquicamata. Carmen asumió, como abogada, la defensa de su marido en el consejo de guerra. El Consejo finalmente dictó la sentencia en que las penas de 60 días de prisión para Carlos Berger, quien sólo fue acusado de no haber cumplido la orden de suspender las transmisiones de la radio El Loa. Carmen visitaba a Carlos diariamente en la cárcel donde estaba cumpliendo su condena.
El 19 de octubre de 1973 Carmen fue como de costumbre a la cárcel. Había un ambiente de gran preocupación entre los presos que quedaban, porque habían sacado a la mitad de ellos con rumbo desconocido. Carlos le comentó a Carmen: "Sacaron a la mitad de los compañeros, entre ellos a Haroldo Cabrera. Esa noche un llamado anónimo le contó que habían sacado de la cárcel a todos los presos políticos y que no se sabía adonde los habían llevado. Al día siguiente, ella se fue a la Gobernación donde la contaron que “Sacaron a los presos y los fusilaron a todos”.

## La búsqueda de Justicia en dictadura
Carmen Hertz regresó a Santiago para buscar respuestas sobre la ejecución de los presos políticos de Calama. Tenía en sus manos el certificado de defunción de Carlos.  
Nunca entregaron los cuerpos. Años de investigación realizada por los familiares de los muertos y testimonios de algunos militares permitieron establecer que los 26 prisioneros sacados de la cárcel de Calama fueron fusilados. Los hechores, esa comitiva de altos oficiales del ejército que acompañó en su gira al general Sergio Arellano Stark, pasaron a ser agentes de la DINA. El objetivo de esta comitiva era crear un clima de terror al interior del ejército. Lo hicieron justamente en el norte, porque estimaban que las penas aplicadas allí por los consejos de guerra eran demasiado blandas.

## Informe Rettig
Familiares de Carlos Berger presentaron su caso ante la Comisión Rettig, Comisión de Verdad que tuvo la misión de calificar casos de detenidos desaparecidos y ejecutados durante la dictadura. Sobre el caso de los fusilados de Calama, el Informe Rettig señaló que:

“El 19 de octubre de 1973 fueron ejecutados por personal militar, en el camino entre Calama y Antofagasta, las siguientes 26 personas: 
- Carlos BERGER GURALNIK, de 30 años de edad, periodista y abogado, director de la Radio El Loa y jefe de Relaciones Públicas de Chuquicamata, militante comunista; detenido el 11 de septiembre en las dependencias de Radio El Loa, sometido a Consejo de Guerra el 29 de Septiembre y condenado a 60 días de prisión.  Al momento de su ejecución se encontraba cumpliendo su condena.
- Mario ARGUELLES TORO, de 34 años de edad, taxista, dirigente socialista
- Haroldo CABRERA ABARZUA, de 34 años de edad, ingeniero, sub   gerente de finanzas en Chuquicamata, militante socialista
- Carlos Alfredo ESCOBEDO CARIS, de 24 años de edad, chofer en Chuquicamata, militante socialista
- Daniel GARRIDO MUÑOZ, de 22 años de edad, ex funcionario del Ejército, sin militancia política
- Luis Alberto HERNANDEZ NEIRA, de 32 años de edad, empleado de Chuquicamata, militante comunista
- Hernán Elizardo MORENO VILLARROEL, de 29 años de edad, Secretario de la Gobernación de la Provincia del Loa, militante socialista
- Luis Alfonso MORENO VILLARROEL, de 30 años de edad, obrero de Chuquicamata, militante socialista
- David MIRANDA LUNA, de 48 años de edad, Sub Gerente de Relaciones Industriales en Chuquicamata, militante comunista
- Rafael Enrique PINEDA IBACACHE, de 24 años de edad, obrero de Chuquicamata, militante socialista
- Carlos Alfonso PIÑERO LUCERO, de 29 años de edad, chofer en Chuquicamata, militante comunista
- Fernando Roberto RAMIREZ SANCHEZ, de 26 años de edad, profesor en Minera Exótica, militante socialista
- Sergio Moisés RAMIREZ ESPINOZA, de 29 años de edad, empleado, sin militancia conocida
- Alejandro RODRIGUEZ RODRIGUEZ, de 47 años de edad, dirigente sindical en Chuquicamata, militante socialista;
- José Gregorio SAAVEDRA GONZALEZ, de 18 años de edad, dirigente estudiantil, militante del Movimiento de Izquierda Revolucionaria (MIR);
- Domingo MAMANI LOPEZ, de 41 años de edad, obrero y Presidente del Sindicato de ENAEX, militante socialista
- Jerónimo CARPANCHI CHOQUE, de 28 años de edad, obrero de la Empresa Nacional de Explosivos (ENAEX), militante socialista.
- Bernardino CAYO CAYO, de 43 años de edad, obrero de la Empresa Nacional de Explosivos (ENAEX), militante comunista.
- Luis Alberto GAHONA OCHOA, de 28 años de edad, obrero de la Empresa Nacional de Explosivos (ENAEX), militante socialista.
- Manuel HIDALGO RIVAS, de 23 años de edad, obrero de la Empresa Nacional de Explosivos (ENAEX), dirigente sindical, militante comunista.
- José Rolando HOYOS SALAZAR, de 38 años de edad, obrero de la ENAEX, dirigente sindical, militante socialista.
- Rosario Aguid MUÑOZ CASTILLO, de 26 años de edad, obrero de la Empresa Nacional de Explosivos (ENAEX), militante socialista.
- Milton Alfredo MUÑOZ MUÑOZ, de 33 años de edad, obrero de la Empresa Nacional de Explosivos (ENAEX), militante socialista.
- Víctor Alfredo ORTEGA CUEVAS, de 34 años de edad, obrero de la Empresa Nacional de Explosivos (ENAEX), militante socialista.
- Roberto Segundo ROJAS ALCAYAGA, de 36 años de edad, obrero de la Empresa Nacional de Explosivos (ENAEX), sin militancia política.
- Jorge Rubén YUENG ROJAS, de 37 años de edad, obrero de la Empresa Nacional de Explosivos (ENAEX), sin militancia.

Los últimos diez mencionados prestaban servicios en la planta de Explosivos Dupont de empresa ENAEX y fueron detenidos en dependencias de la empresa el día 12 de octubre de l973 a mediodía, por personal de Carabineros, siendo llevados inmediatamente a la Comisaría ubicada en el sector de Dupont.  El mismo día los detenidos fueron trasladados a la Comisaría de Calama, donde permanecieron en calidad de incomunicados alrededor de cinco días.  Durante su detención en ese Recinto fueron llevados en diversas oportunidades a otros lugares para ser sometidos a interrogatorios y torturas.  El día 17 de octubre fueron ingresados en la Cárcel Pública.  No existen antecedentes precisos sobre los cargos que se les imputaban, como tampoco sobre su situación procesal a la época de sus ejecuciones.  
El día 20 de octubre de 1973 se dio a conocer por medio de la prensa una información oficial emanada del Jefe de Plaza, que señalaba que 26 detenidos de la Cárcel de Calama habían sido muertos por el personal militar que les transportaba a la Cárcel de Antofagasta, cuando aquellos intentaron huir aprovechando un desperfecto eléctrico del vehículo en el que eran trasladados.
Idéntica versión se dio a los familiares directos de los ejecutados, a quienes además no se les hizo entrega de sus restos, sino solo de certificados de defunción que indicaban como lugar de la muerte, Calama, y como causa, fusilamiento.  Respecto de los cuerpos, existió un compromiso de la autoridad militar de la época en orden a entregarlos al cabo de un año, compromiso que no obstante constar en documentos entregados a las familias, jamás se cumplió.  A pesar de las sucesivas investigaciones para lograr dar con el paradero de los cuerpos, sólo durante 1990 se logró hallar el lugar en el que al menos durante un tiempo estuvieron ilegalmente inhumados y desde donde fueron retirados o explosionados en alguna ocasión.  A pesar de ello, pudo identificarse pericialmente restos de Haroldo Cabrera.
En cuanto a los hechos que condujeron al fusilamiento de los 26 detenidos de Calama, la Comisión se formó convicción que todos ellos fueron ejecutados al margen de la ley, con crueldad y ensañamiento, hecho ilícito de responsabilidad de agentes del Estado.  Se fundamenta tal convicción en las siguientes circunstancias: 
La versión de la autoridad en orden a que haya existido un traslado de los reos resulta inverosímil, sobretodo cuando se hallaba en el lugar una comitiva procedente de Santiago precisamente para revisar la situación procesal de los detenidos, sosteniéndose incluso, aunque ello no ha podido ser comprobado, que© cuando los detenidos fueron sacados de la Cárcel se hallaba sesionando un Consejo de Guerra que les afectaba, lo que hace aún mas absurdo que estos fueran llevados hacia otro lugar.  Tampoco tiene sentido el traslado si se considera que un significativo número de los detenidos tenía a esa fecha dictada sentencia condenatoria en su contra, otros estaban siendo procesados, otros debían ser relegados y algunos no tenían siquiera proceso iniciado, lo que contribuye a desvirtuar la existencia de algún motivo o razón que explique la necesidad de trasladar a todos ellos y en conjunto, a la ciudad de Antofagasta.
Es improbable que haya existido un intento de fuga, entre otras cosas, por encontrarse entre los detenidos personas que estaban condenadas a penas relativamente muy bajas; por haber otros que estaban en precarias condiciones físicas producto de las torturas recibidas; y finalmente por la extrema dificultad de huir estando custodiados por un grueso destacamento militar;
Aún más importante que lo anterior es que en las declaraciones públicas de las diversas autoridades y oficiales que tuvieron participación en los hechos, se ha discutido sobre quién dio la orden de proceder a las ejecuciones, sin aducir que se habría tratado en realidad de un intento de fuga, desmintiendo todos ellos la explicación inicial; 
Diversos testimonios confiables hacen concluir que en los fusilamientos participaron oficiales del Regimiento de Calama y de la comitiva venida desde Santiago; 
En relación a estos hechos no hubo investigación institucional que ordenaran las autoridades competentes para lograr el debido esclarecimiento de los hechos y delimitar las debidas responsabilidades, como era procedente.  Asimismo, los procesos judiciales, que terminaron siendo de la competencia de la Justicia Militar, fueron sobreseídos por aplicación del Decreto Ley de Amnistía;
El hecho que sus cuerpos no hayan sido entregados a sus familiares, hace presumir un afán de ocultar los sucesos”.

## Identificación y Funeral de Carlos Berger
El ministro en para causas de Derechos Humanos Leopoldo Llanos confirmó la identificación de los restos de seis de las víctimas del denominado “Caso Caravana de la Muerte Episodio Calama”. Entre ellos, Carlos Berger. El ministro se reunió con los familiares de las víctimas para dar cuenta de los informes periciales remitidos por el Servicio Médico Legal, sobre las 26 personas ejecutadas por la dictadura en Calama, el 19 de octubre de 1973. Los resultados de los informes genéticos dieron cuenta que se logró identificar científicamente los restos de Carlos Alfredo Escobedo Caris, Hernán Elizardo Moreno Villarroel, Mario Arguellez Toro, Luis Alfonso Moreno Villarroel, Carlos Berger Guralnik y Jerónimo Carpanchai Choque.
Los restos de las personas asesinadas fueron encontrados en 1990, en una fosa ilegal al norte del kilómetro 16 y medio del camino a San Pedro de Atacama. En el proceso se indica que los restos permanecieron sepultados por más de 10 años, y que hubo exhumación de casi la totalidad de los restos, quedando en el lugar solo un escaso remanente de ellos. Con estas nuevas diligencias exitosas, se llega a un total de 19 víctimas identificadas, de un total de 26 cuerpos encontrados.
El 14 de abril del 2014, Carmen Hertz y su hijo, Germán, invitaron al funeral y despedida de los restos de Carlos Berger en un acto político cultural que se realizó en el Memorial del Cementerio General, los acompañaron militantes del Partido Comunista, congresistas, miembros de agrupaciones de Derechos Humanos y cientos de personas que quisieron rendir un homenaje, exigiendo verdad y justicia.
Entre los artistas que se hicieron presentes en el acto, conducido por José Secall, estuvieron Manuel García, Javiera y Ángel Parra y algunos miembros del conjunto Inti Illimani. 
La abogada Carmen Hertz, viuda de Berger, señaló que “Chile vivió un exterminio, y el entierro de los restos son procesos que se deben transitar para el bien colectivo, vía la verdad y la justicia, como una forma de reconstruir la memoria colectiva. Este acto fue un acto masivo y un ejercicio muy potente de memoria histórica”. Por su parte, Guillermo Teillier y Lorena Pizarro, recalcaron la importancia de justicia para este y todos los casos de violación a los derechos humanos en nuestro país. El acto finalizó, con la sepultación de los restos de Carlos Berger en el Memorial de Detenido Desaparecido y el Ejecutado Político del Cementerio.

## En Memoria de Carlos Berger
“Mi Vida con Carlos”, es un documental que narra la historia de una familia que vive una tragedia y cómo se recompone después de lo acaecido. Realizada por el hijo de Carlos Berger, German explica que: “es la historia de un hijo que busca la memoria de su padre, pero la particularidad es que en este caso es la historia de mi propia familia, la historia de la búsqueda de mi padre, Carlos Berger, que es ejecutado político en 1973”. El realizador señala que las imágenes emanan de su archivo familiar desde la época del ’30, cuando llega su familia de Rusia y Hungría hasta archivos de “mi propia familia”.
En septiembre de 2013, con motivo de los 40 años del Golpe Militar, el canal Chilevisión presentó la Serie Ecos del desierto que está inspirada en el caso Caravana de la Muerte, dirigida por Andrés Wood, relata la vida de la abogada de derechos humanos Carmen Hertz, como el caso de su esposo Carlos Berger. La serie relata la detención de Carlos, tras el Golpe de Estado de septiembre de 1973 como su ejecución por miembros de la Caravana de la Muerte junto a otras 25 personas. Tras el estreno de la miniserie, Carmen Hertz dijo a quien encabezó esta comitiva el general Sergio Arellano Stark ha gozado de una impunidad penal y política durante muchos años, por lo que “esta serie, al menos, quiebra la impunidad social, y permite una condena moral importante y fuerte”.

## Los padres de Carlos: Julio y Dora
Julio Berger y Dora Guralnik, nunca pudieron asumir la situación de la ejecución y desaparición de su hijo. En 1984, afectado por una severa depresión, se suicidó Julio Berger. Su madre, Dora Guralnik se suicidó en junio de 1988.

## Proceso judicial en democracia
El Caso Caravana Episodio Calama fue investigado por el ministro de la Corte de Apelaciones de Santiago, Hernán Crisosto Greisse. El magistrado condenó a ocho exmiembros del Ejército, todos partícipes de la comitiva encabezada por  Sergio Arellano, por su responsabilidad en los delitos calificados y consumados de secuestro y homicidio de 26 víctimas que fueron fusiladas el 19 de octubre de 1973 en la ciudad de Calama.
El 24 de abril de 2018, se dictó la sentencia de primera instancia rol causa rol 2181-98 que  condenó a ocho exmiembros del Ejército: Pedro Espinoza Bravo, Juan Viterbo Chiminelli Fullerton y Sergio Carlos Arredondo González a penas de 20 años de prisión efectivo, como autores del delito reiterado de homicidio calificado de: Mario Argüelles Toro, Carlos Alfredo Escobedo Cariz, Luis Alberto Hernández Neira, Hernán Elizardo Moreno Villarroel, Fernando Roberto Ramírez Sánchez, Alejandro Rodríguez Rodríguez, José Gregorio Saavedra González, Jorge Jerónimo Campachay Choque, Luis Alberto Gaona Ochoa, José Rolando Hoyos Salazar, Roberto Segundo Rojas Alcayaga, Carlos Berger Guralnik, Bernardino Cayo Cayo, Daniel Jacinto Garrido Muñoz, Domingo Mamani López, Jorge Rubén Yueng Rojas, Manuel Segundo Hidalgo Rivas, Luis Moreno Villarroel, Sergio Moisés Ramírez Espinoza, Víctor Alfredo Ortega Cuevas y Rosario Aguid Muñoz Castillo, perpetrados en Calama el 19 de octubre de 1973.
Además, Espinoza Bravo, Chiminelli Fullerton y Arredondo González deberán purgar 13 años de prisión, como autores del delito reiterado de secuestro calificado de: Haroldo Cabrera Abarzúa, David Ernesto Miranda Luna, Rafael Pineda Ibacache, Carlos Alfonso Piñero Lucero y Milton Alfredo Muñoz Muñoz.
En la causa, el ministro Crisosto condenó a los exmilitares Carlos George Max Langer von Furstenberg y Hernán Rómulo Núñez Manríquez a penas de 5 años y un día y 3 años y un día de prisión, como autores de los homicidios y secuestros, respectivamente. En tanto, Víctor Ramón Santander Véliz deberá cumplir la pena de 5 años y un día, como autor del delito reiterado de homicidio calificado. En el caso de Emilio Robert de la Mahotiere González y Luis Felipe Polanco Gallardo, el ministro los condenó a 10 años y un día de prisión, como cómplices de los delitos reiterados de homicidio calificado; más 5 años y un día de prisión, como cómplices de los secuestros calificados.
En la etapa de investigación el ministro Hernán Crisosto logró establecer los siguientes hechos:

“Que el 19 de octubre de 1973, funcionarios del Ejército, entre ellos un General del Ejército actuando como Oficial Delegado del Comandante en Jefe de la Junta de Gobierno, que provenían desde Santiago, arribaron el mismo día en un helicóptero "Puma", hasta el Regimiento de Infantería N°15 de Calama, donde procedieron junto a efectivos de dicho Regimiento a retirar y sustraer, sin derecho ni decreto alguno, desde la Cárcel Pública de Calama a 26 personas que se encontraban detenidas por la autoridad militar, las que trasladaron a un sector desértico denominado "Topater", lugar en que, los mismos funcionarios que arribaron en el helicóptero junto a efectivos del Regimiento, utilizando armas de fuego los ejecutaron.

Que sólo de las víctimas Mario Argüelles Toro, Carlos Alfredo Escobedo Cariz, Luis Alberto Hernández Neira, Hernán Elizardo Moreno Villarroel, Fernando Roberto Ramírez Sánchez, Alejandro Rodríguez Rodríguez, José Gregorio Saavedra González, Jorge Jerónimo Carpanchay Choque, Luis Alberto Gaona Ochoa, José Rolando Hoyos Salazar, Roberto Segundo Rojas Alcayaga, Carlos Berger Guralnik, Bernardino Cayo Cayo, Daniel Jacinto Garrido Muñoz, Domingo Mamani López, Jorge Rubén Yueng Rojas, Manuel Segundo Hidalgo Rivas, Luis Moreno Villarroel, Rosario Aguid Muñoz Castillo, Sergio Moisés Ramírez Espinoza y Víctor Alfredo Ortega Cuevas, sus restos óseos fueron encontrados e identificados; en tanto, Haroldo Cabrera Abarzúa, David Ernesto Miranda Luna, Rafael Pineda Ibacache, Carlos Alfonso Piñero Lucero y de Milton Alfredo Muñoz Muñoz, desparecen y hasta la fecha se ignora su paradero".

El 18 de mayo de 2020 la Sexta Sala Corte de Apelaciones de Santiago dictó sentencia de segunda instancia en la cual se modificaron las condenas de primera instancia dictadas por el magistrado Hernán Crisosto. El tribunal condenó a la pena de prisión perpetua a los exmiembros del Ejército Pedro Espinoza Bravo y Juan Chiminelli Fullerton, en calidad de autores de los homicidios calificados de los 26 ex presos políticos que fueron sacados desde la Cárcel de Calama el 19 de octubre de 1973. Los exmilitares Carlos George Max Langer von Furstenberg, Hernán Rómulo Núñez y Víctor Ramón Santander Véliz fueron condenados a la pena de 15 años y un día de presidio, como autores del delito reiterado de homicidio calificado, Óscar Figueroa Martínez deberá cumplir 16 años de presidio. En el caso de Emilio Robert de la Mahotiere González y Luis Felipe Polanco Gallardo ambos fueron condenados a 12 años de prisión, como cómplices de los delitos. Se confirmó la absolución de Álvaro Romero Reyes. La Corte de Apelaciones de Santiago señaló que los autores del delito de homicidio de los 26 ex presos políticos, actuaron con alevosía y premeditación conocida. Se señaló en la sentencia: 

“se obró sobre seguro, tanto por encontrarse los prisioneros amarrados y vendados cuanto porque sus captores portaban armas de fuego automáticas, todo lo cual tenía por fin asegurar la ejecución de los delitos y eliminar el riesgo para los hechores proveniente de la defensa que pudieren oponer las víctimas. La segunda, por haberse planificado previamente la acción que culminó con la muerte de los ofendidos, lo que revela el propósito de cometer el delito adoptado con ánimo frío y tranquilo y que persistió en el espíritu de los enjuiciados desde el momento en que se tomó la decisión hasta el instante de ejecución del hecho delictivo".

En el caso por los 26 ex presos políticos fusilados en el desierto, se está a la espera de la sentencia final dictada por la Corte Suprema.